# テレビ局ローカルニュースタイトル一覧
テレビ局ローカルニュースタイトル一覧（テレビきょくローカルニュースタイトルいちらん）は、日本各地にあるテレビ局のローカルニュース題名を記したものである。

## JNN（TBS系列）
※全国ニュースは「JNNニュース」及び「TBS NEWS」。

・■：ラテ兼営局

・□：ラジオ局を子会社あるいは関連会社に持つ局
- ■HBC 北海道放送：HBCニュース
- ATV 青森テレビ：ATVニュース
- ■IBC岩手放送：岩手日報IBCニュース
- ■TBC 東北放送：河北新報ニュース（一部時間帯「TBCニュース」）
- TUY テレビユー山形：TUYニュース
- TUF テレビユー福島：TUFニュース
- □TBSテレビ：TBSニュース
- UTY テレビ山梨：UTYニュース
- ■SBC 信越放送：SBCニュース
- ■BSN 新潟放送：BSN NEWS
- TUT チューリップテレビ：チューリップテレビNEWS
- ■MRO 北陸放送：MROニュース
- ■SBS 静岡放送：静岡新聞ニュース
- □CBCテレビ：CBCニュース
- □MBS 毎日放送（MBSテレビ）：MBSニュース
- ■BSS 山陰放送：BSSニュース
- ■RSK山陽放送：RSKニュース
- ■RCC 中国放送：中国新聞ニュース（一部時間帯「RCCニュース」）
- TYS テレビ山口：tysニュース
- ITV あいテレビ：ITVニュース
- KUTV テレビ高知：KUTVニュース
- ■RKB毎日放送：RKBヘッドラインニュース
- ■NBC 長崎放送：NBCニュース
- ■RKK 熊本放送：熊日ニュース
- ■OBS 大分放送：OBSニュース
- ■MRT 宮崎放送：MRTニュース
- ■MBC 南日本放送：MBCニュース
- ■RBC 琉球放送：RBCニュース

## NNN（日本テレビ系列）
※全国ニュースは「NNNニュース」及び「日テレNEWS24」。

・■：ラテ兼営局

・□：ラジオ局を子会社或いは関連会社に持つ局

・▼：クロスネット局。
- □STV 札幌テレビ：STVニュース
- ■RAB 青森放送：東奥日報ニュース
- TVI テレビ岩手：TVIニュース
- MMT ミヤギテレビ：NNNミヤギテレビニュース
- ■ABS 秋田放送：さきがけABSニュース
- ■YBC 山形放送：YBCニュース
- FCT 福島中央テレビ：中テレニュース
- □NTV 日本テレビ：日テレNEWS
- ■YBS 山梨放送：YBSニュース
- TSB テレビ信州：TSBニュース
- TeNY テレビ新潟：TeNYニュース
- ■KNB 北日本放送：KNBニュース
- KTK テレビ金沢：テレビ金沢ニュース
- ■▼FBC 福井放送：FBCニュース（テレ朝系列とのクロスネット。ただし朝・夕方・夜の全国ニュースは日テレ版のみを放送）
- SDT 静岡第一テレビ：Daiichi-TV NEWS
- CTV 中京テレビ：中京テレビニュース
- YTV 読売テレビ：よみうりニュース NNN
- NKT 日本海テレビ：NKTニュース
- HTV 広島テレビ：広島テレビNEWS
- ■KRY 山口放送：KRYニュース
- ■JRT 四国放送：徳島新聞ニュース
- ■RNC 西日本放送：RNCニュース
- ■RNB 南海放送：なんかいNEWS
- ■RKC 高知放送：高知新聞ニュース
- FBS 福岡放送：FBS NEWS
- NIB 長崎国際テレビ：NIBニューススポット
- KKT 熊本県民テレビ：KKTニュース
- KYT 鹿児島讀賣テレビ：KYTニュース

## FNN（フジテレビ系列）
※全国ニュースは「FNNニュース」。

・□：ラジオ局を子会社或いは関連会社に持つ局

・▼：クロスネット局。
- UHB 北海道文化放送：uhbニュース
- MIT 岩手めんこいテレビ：mitニュース
- OX 仙台放送：FNN仙台放送NEWS
- AKT 秋田テレビ：ニュースあきた
- SAY さくらんぼテレビ：FNNさくらんぼテレビニュース
- FTV 福島テレビ：FTVニュース
- □CX フジテレビ：FNNレインボー発
- NBS 長野放送：NBSニュース
- NST新潟総合テレビ：NSTニュース
- BBT 富山テレビ：BBTニュース
- ITC 石川テレビ：FNN石川テレニュース
- FTB 福井テレビ：FNN福井テレビニュース
- SUT テレビ静岡：FNNテレビ静岡ニュース
- □THK 東海テレビ：FNN東海テレニュース
- KTV 関西テレビ：カンテレNEWS
- TSK さんいん中央テレビ：TSKニュース
- OHK 岡山放送：OHKフラッシュニュース
- TSS テレビ新広島：tssニュース
- EBC テレビ愛媛：EBCニュース
- KSS 高知さんさんテレビ：SUNSUNニュース
- TNC テレビ西日本：TNCニュース
- STS サガテレビ：FNN SAGATVニュース
- KTN テレビ長崎：KTNニュース
- TKU テレビ熊本：TKUニュース
- ▼TOS テレビ大分：TOSニュース（日テレ系列とのクロスネット）
- ▼UMK テレビ宮崎：UMKニュース（日テレ・テレ朝両系列とのトリプルネット）
- KTS 鹿児島テレビ：KTSニュース
- OTV 沖縄テレビ：OTVニュース

## ANN（テレビ朝日系列）
※全国ニュースは「ANNニュース」。

・■：ラテ兼営局

・□：ラジオ局を関連会社に持つ局
- HTB 北海道テレビ：HTBニュース
- ABA 青森朝日放送：ABAニュース
- IAT 岩手朝日テレビ：IATニュース
- KHB 東日本放送：KHBニュース
- AAB 秋田朝日放送：AABニュース
- YTS 山形テレビ：YTSニュース
- KFB 福島放送：KFBニュース
- EX テレビ朝日：（ローカルニュース番組が無い）
- ABN 長野朝日放送：abnニュース
- UX 新潟テレビ21：UXニュース
- HAB 北陸朝日放送：HABニュース
- SATV 静岡朝日テレビ：ANNあさひテレビニュース
- NBN 名古屋テレビ：メ〜テレNEWS
- □ABC 朝日放送テレビ：ABCニュース
- □KSB 瀬戸内海放送：KSBニュース
- HOME 広島ホームテレビ：HOMEニュース
- YAB 山口朝日放送：yabニュース
- EAT 愛媛朝日テレビ：eatニュース
- ■KBC 九州朝日放送：KBCニュース
- NCC 長崎文化放送：NCCニュース
- KAB 熊本朝日放送：KABニュース
- OAB 大分朝日放送：OABニュース
- KKB 鹿児島放送：KKBニュース
- QAB 琉球朝日放送：QABニュース

## TXN（テレビ東京系列）
※全国ニュースは「TXNニュース」。
- TVH テレビ北海道：TVhニュース
- TX テレビ東京：TXNニュース
- TVA テレビ愛知：テレビ愛知ニュース
- TVO テレビ大阪：テレビ大阪ニュース
- TSC テレビせとうち：TSCニュース
- TVQ九州放送（テレQ）：テレQニュース

## 独立UHF局
・■：ラテ兼営局
- TTV とちぎテレビ：とちテレNEWS
- GTV 群馬テレビ：GTVニュース
- TVS テレビ埼玉：テレ玉ニュース
- CTC 千葉テレビ（チバテレ）：newsチバ
- MXTV TOKYO MX：MX news FLAG
- TVK テレビ神奈川：tvkニュース・天気、tvkスポットニュース
- ■GBS 岐阜放送：NEWS ぎふチャン
- MTV 三重テレビ：三重テレビニュース
- BBC びわ湖放送：BBCニュース
- ■KBS 京都放送（KBS京都）：京都新聞ニュース
- TVN 奈良テレビ：TVNニュース
- WTV テレビ和歌山：WTVニュース
- SUN サンテレビ：SUN-TV NEWS